# JamesOn Curry
JamesOn Curry (Pleasant Grove, Carolina del Norte, 7 de enero de 1986) es un exjugador de baloncesto estadounidense que disputó siete temporadas como profesional. Mide 1,91 metros de altura, y jugaba en la posición de base. Es oficialmente el jugador con la carrera más corta en la NBA, al disputar tan solo 3,9 segundos en un único partido.

## Trayectoria deportiva

### Universidad
Curry, en un principio, tenía una beca para estudiar y jugar a baloncesto en la Universidad de North Carolina, pero problemas con la ley al ser sorprendido traficando con marihuana a la salida de un colegio hicieron que ésta fuera revocada. Fue admitido sin embargo en la Universidad de Oklahoma State, donde en 3 temporadas promedió 13,5 puntos, 3,5 asistencias y 2,9 rebotes por partido.

### Profesional
Fue elegido en el puesto 51 del Draft de la NBA de 2007 por Chicago Bulls, equipo con el que firmó contrato en agosto de 2007.
El 22 de enero de 2010, Curry firmó con Los Angeles Clippers desde los Springfield Armor. El 26 de ese mismo mes fue cortado para adquirir a Bobby Brown. Durante esos 4 días, participó en un encuentro, en el que disputó 3,9 segundos, siendo ésta su única participación en un partido NBA.
Volvió a los Springfield Armor de la D-League, donde disputó dos temporadas (2010-12), antes de hacer un pequeño periplo por Italia: Basket Barcellona (2012) y Venezuela: Guaiqueríes de Margarita (2013). Tras eso volvió a Sprinfielg, donde el 2 de enero de 2014 fue traspasado a los Bakersfield Jam. El 19 de marzo de ese mismo año, fue cortado por los Jam debido a una lesión.

## Vida personal
Su curioso nombre, JamesOn, se debe a una mezcla de los nombres de su padre, James, y su abuelo, Leon, como homenaje a ambos.